# Esquissé ?
Esquissé ou Telestrations au Québec est un jeu de société d'ambiance édité en français en 2012 par Goliath. C'est un jeu de dessin, comme le Pictionary, qui intègre le principe du téléphone arabe.

## Principe
Chaque joueur a un carnet, sur lequel il choisit un mot. Le carnet passe à son voisin, qui dessine le mot qu'il lit. Il le passe ensuite à son voisin qui écrit un mot correspondant au dessin qu'il voit, et ainsi de suite jusqu'à ce que le carnet revienne à son point de départ.
Tous les carnets circulent en même temps. À la fin, chaque personne révèle le contenu de son carnet. La succession des mots et dessins ainsi que les fréquents accidents de parcours rendent le moment de la révélation drôle.

## Matériel
La boîte de jeu contient :
- 100 cartes recto-verso avec des idées de mots de départ
- 8 carnets effaçables
- 8 feutres effaçables
- 8 chiffons
- 1 sablier de 60 secondes
- 1 dé
- 1 règle de jeu

## Autres éditions
Le jeu a été édité dans plusieurs langues sous différents noms.
| Langue            | Nom                    | Traduction littérale  | Année de parution |
| ----------------- | ---------------------- | --------------------- | ----------------- |
| Anglais           | Telestrations          |                       | 2009              |
| Français (France) | Esquissé ?             | ---                   | 2012              |
| Néerlandais       | Wat schets je me nou ? | Que me dessines-tu ?  | 2012 ou avant     |
| Norvégien         | Ryktet går             | La rumeur veut        | 2012 ?            |
| Espagnol          | Interferencias         | Interférences         | 2012 ou avant     |
| Allemand          | Stille Post-Extrem     | Extrême silencieux    | 2013 ?            |
| Grec              | Σκιτσο Μπερδεματα      | Confusion de croquis  | 2013 ou avant     |
| Chinois           | 傳情畫意               |                       | 2015              |
| Finnois           | Huhupuheita            | Discours rumeur       | 2015 ?            |
| Polonais          | Podaj dalej!           | Transmets-le !        | 2016 ou avant     |
| Japonais          | テレストレーション     | Telestration          | 2016 ou avant     |
| Coréen            | 텔레스트레이션         | Telestation           | 2016 ou avant     |
| Français (Québec) | Telestrations          | ---                   | 2017              |
| Portugais         | Passa Desenho          | Passe le dessin       | 2017 ou avant     |
| Russe             | Иcпopтчeнный телефон   | Téléphone intelligent | 2019 ou avant     |

Le jeu a aussi été réédité en version 6 joueurs.

## Récompenses
- Golden Geek Best Party Board Game 2010 pour la version anglophone[17]
- Games Magazine Best New Party Game 2011[18]
- Grand Prix du Jouet 2012, catégorie Jeu d'ambiance pour la version française[19]
- Coup de Cœur des Ludothèques 2012 pour la version française[20]
- Årets Spill Best Party Game 2012 pour la version norvégienne[21]
- Deuxième place du Kinderspielexperten "8-to-13-year-olds" 2013 pour la version allemande[22]
- Vuoden Peli Party Game of the Year 2015 pour la version finlandaise[23]